# Janet L. Kavandi
Janet Lynn Kavandi (* 17. Juli 1959 als Janet Lynn Sellers in Springfield, Missouri) ist eine US-amerikanische Astronautin. 
Kavandi erhielt 1980 einen Bachelor in Chemie vom Missouri Southern State College und 1982 einen Master in Chemie von der University of Missouri-Rolla. Von der University of Washington in Seattle erhielt sie 1990 einen Doktortitel in analytischer Chemie.
Sie arbeitete als Ingenieurin für die Luft- und Raumfahrtsparte von Boeing.

## Astronautentätigkeit
Im Dezember 1994 wurde Kavandi von der NASA als Astronautenanwärterin ausgewählt und zur Missionsspezialistin ausgebildet. Danach arbeitete sie in der Abteilung Payloads and Habitability (Nutzlasten und Bewohnbarkeit) an der Nutzlastintegration für die Internationale Raumstation (ISS). Nach ihrem ersten Raumflug war sie Verbindungssprecherin im Missionskontrollzentrum der NASA in Houston. Nach ihrem letzten Flug ins All wurde sie als Leiterin der Abteilung Payloads and Habitability eingesetzt. Anschließend wurde sie Leiterin der Abteilung für die ISS und war damit verantwortlich für alle Bereiche, die mit der Entwicklung, dem Aufbau und dem Betrieb der Internationalen Raumstation zu tun haben. Seit 2005 ist Kavandi stellvertretende Leiterin des Astronautenbüros am Johnson Space Center.

### STS-91
Am 2. Juni 1998 startete Kavandi mit der Raumfähre Discovery zu ihrem ersten Flug ins All. Es war das neunte und letzte Andockmanöver eines Shuttles an der russischen Raumstation Mir und markierte den Abschluss einer erfolgreichen Zusammenarbeit. Start und Landung erfolgten am Kennedy Space Center.

### STS-99
Am 11. Februar 2000 flog sie mit dem Space Shuttle Endeavour zur sogenannten Shuttle Radar Topography Mission. Dabei kartografierte sie mittels Radar 80 Prozent der Landmasse der Erde. Zwei Radarsysteme (eines in der Nutzlastbucht des Shuttles, das andere an einem 60 Meter langen Mast montiert) tasteten die Erdoberfläche ab. Das Resultat war ein digitales dreidimensionales Modell der Erde von bisher nicht gekannter Genauigkeit. Um ein Arbeiten rund um die Uhr zu ermöglichen, war die sechsköpfige Besatzung in zwei Teams aufgeteilt, die im 12-Stunden-Betrieb arbeiteten. Kavandi bildete mit Gerhard Thiele und dem Kommandanten Kevin Kregel das rote Team.

### STS-104
Am 12. Juli 2001 flog Kavandi mit der Raumfähre Atlantis zur ISS. Mit an Bord war die Luftschleuse Quest. Durch diese Luftschleuse, die während der Shuttle-Mission an der ISS montiert wurde, können Weltraumausstiege von der ISS durchgeführt werden. 

## Privates
Janet Kavandi und ihr Mann John haben zwei Kinder.